# Stokes National Park
Stokes National Park är en nationalpark i Australien.   Den ligger i delstaten Western Australia, i den sydvästra delen av landet, 2 600 km väster om huvudstaden Canberra. Stokes National Park ligger 14 meter över havet.
Trakten runt Stokes National Park består i huvudsak av gräsmarker.